# Morte innaturale
Morte innaturale (Unnatural Exposure) è un romanzo di Patricia Cornwell, pubblicato nel 1997.

## Trama
La protagonista è l'investigatrice Kay Scarpetta; in questo libro si trova di fronte al ritrovamento in una discarica di un cadavere smembrato, al quale sono state asportate braccia e gambe e presenta delle strane pustole lungo il corpo. Inizialmente questo omicidio sembra essere attribuibile ad un serial killer, ma un'indagine più accurata rivela che questa persona era stata infettata da un virus simile al vaiolo, un virus che dovrebbe essere stato sradicato dalla faccia della Terra.

Kay, dopo aver ricevuto un messaggio di posta elettronica con una foto del cadavere, scopre essere il bersaglio di Deadoc, un folle untore che vuole contagiare l'umanità con il virus e che riesce ad arrivare tanto vicino a lei da inocularle il virus.
Inizia quindi una lotta contro il tempo per risalire all'identità di deadoc ed evitare l'insorgere di una nuova pandemia mortale.

## Edizioni
- Patricia Cornwell, Morte innaturale, traduzione di Renato Pera, Mondadori, 2000,  p. 264.